# Martin Keck
Martin Ekkehard Keck (* 15. Juli 1968 in Friedrichshafen) ist ein deutscher Mediziner und Neurowissenschaftler. Er ist Chefarzt des Bereichs Psychosomatik-Psychiatrie sowie Mitglied der Direktion der Rehaklinik Seewis in Graubünden, ferner Mitgründer sowie Co-Geschäftsführer der Akademie und Gesundheitszentrum Kloster Frauenchiemsee. Er leitet am Institut für Ernährungsmedizin der Universitätsklinikum Schleswig-Holstein der Universität zu Lübeck die Arbeitsgruppe „Nutritional Psychosomatics – Ernährung und Psyche“.

## Leben
Keck absolvierte ab 1988 sein Medizinstudium an der Universität Ulm und anschließend seine klinische Ausbildung in Ulm, München, Basel, London und Zürich. Er ist Facharzt für Psychiatrie und Psychotherapie, Psychosomatik und Psychotherapie, Nervenheilkunde (Schweiz: Facharzt für Neurologie FMH) und Allgemeinmedizin und zudem Supervisor an der Universität Basel, am Münchner VFKV sowie bei der Bayerischen Landesärztekammer.
Von 1996 bis 2005 war Keck am Max-Planck-Institut für Psychiatrie in München als wissenschaftlicher Mitarbeiter und zuletzt als Sprecher des Forschungsbereichs „Angst und Depression“ sowie als Leiter der Ambulanz für Angsterkrankungen tätig. 2002 erhielt er den Bayerischen Habilitationsförderpreis im Bereich Medizin. 2004 habilitierte er an der Ludwig-Maximilians-Universität München.  2005 vollendete er seine Dissertation in Neuropharmakologie an der Universität Utrecht und den Master of Science in Krankenhausmanagement an der Katholischen Hochschule Nordrhein-Westfalen in Köln.  Im Jahr 2010 erwarb er einen executive MBA an der Universität Zürich. Der vierfache Facharzt lehrt seit 2011 als außerplanmäßiger Professor an der medizinischen Fakultät der Ludwig-Maximilians-Universität München.
In den Jahren 2005 und 2006 arbeitete Keck als Oberarzt an der Psychiatrischen Universitätsklinik Zürich. Ab 2006 war er an der Schweizer Klinik Clienia Schlössli in Oetwil am See/Zürich tätig, zuletzt, bis 2014, als Ärztlicher Direktor. Nach seiner Tätigkeit in der Schweiz wurde er 2014 als Direktor und Chefarzt an die Klinik für Psychiatrie und Psychotherapie, Psychosomatik und Neurologie des Max-Planck-Instituts für Psychiatrie in München berufen. Anschließend arbeitete er bis 2021 als Chefarzt des Bereiches Psychotherapeutische Neurologie der Schmieder Kliniken in Gailingen am Hochrhein.
2016 wurde anonym der Vorwurf erhoben, Keck habe in seiner Habilitationsschrift plagiiert. Der von der LMU einberufene Untersuchungsausschuss stellte das Verfahren ein.
Im Juli 2019 wurde Keck als Chefarzt der Klinik für Psychiatrie des MPI fristlos entlassen. Als Kündigungsgrund wurde der Verdacht auf Abrechnungsbetrug angedeutet. Keck bestritt das Fehlverhalten. Ein Ermittlungsverfahren wurde eingestellt. Alle Vorwürfe erwiesen sich als haltlos.
Während seiner Tätigkeit am Max-Planck-Instituts für Psychiatrie war er an der Aufdeckung der 1990 unvollständig durchgeführten Identifikation und Beisetzung von Euthanasie-Hirnpräparaten, welche sich im Archiv des Instituts befanden, beteiligt. Zusammen mit den anderen Verantwortlichen des Max-Planck-Instituts für Psychiatrie machte er den damaligen Archivleiter, der 2015 selbst auf die Missstände hinwies, dafür verantwortlich und enthob ihn seiner Aufgabe. Der Spiegel, Neue Zürcher Zeitung, Science, Süddeutsche Zeitung. sowie der US-amerikanische Fernsender NBC berichteten ausführlich. Keck unterzeichnete zudem am 28. Juni 2019 die Hartheim-Deklaration, welche zukünftig Angehörigen ermordeter Patienten uneingeschränkten Zugang zu allen Informationen gewährleisten soll.
Keck ist Gründer des Schweizer Facharzt-Vorbereitungsseminars Psychiatrie und Psychotherapie, welches 2018 sein zehnjähriges Jubiläum beging. Von 2017 bis 2020 war Keck Vorstandsvorsitzender des „Münchner Bündnis gegen Depression“. 2018 erfolgte die Wahl in das Kuratorium des Deutschen Museums in München.

## Forschung und Lehre
Keck leitete am Max-Planck-Institut für Psychiatrie eine große Psychotherapie-Studie. Gesucht wurden Biomarker, die es in Zukunft beim einzelnen Patienten ermöglichen sollen, bereits vor Beginn einer Behandlung deren Erfolgsaussichten zu beurteilen. Dazu wurde ein breites Spektrum psychologischer und biologischer Verfahren, wie Bildgebung (craniale Magnet-Resonanz-Tomographie, fMRT) und molekulargenetische Methoden, angewandt. Die Studie soll darüber hinaus auch dem Vergleich dreier psychotherapeutischer Verfahren dienen: Psychotherapeuten werden depressive Patienten entweder mit der etablierten Kognitiven Verhaltenstherapie, mit der neueren Schematherapie oder einer individuell-unterstützenden Behandlung therapieren.

## Mitgliedschaften (früher und gegenwärtig)
- Zentrum für Neurowissenschaften Zürich der Universität Zürich und der ETH (ZNZ)[32]
- Vorstand der Schweizerischen Gesellschaft für Angst und Depression (SGAD)[33]
- Korrespondierender Beirat der SGAD[34]
- Schweizer Expertennetzwerk Burnout (SEB)[33]
- Schweizerische Gesellschaft zur Arzneimittelsicherheit (SGAMSP)[33]
- Ethikkommission Psychiatrie, Neurologie und Neurochirurgie des Kantons Zürich[35]
- Mitglied des Kuratoriums des Deutschen Museums[36]

## Werke (Auswahl)
- Die Publikationsliste von Martin E. Keck umfasst mehr als 100 Originalarbeiten, Übersichtsarbeiten und Buchbeiträge[37]
- Martin Keck ist Erstautor der Schweizer Behandlungsleitlinien Angsterkrankungen, Zwangsstörungen und Posttraumatische Belastungsstörung[38]
- Letztautor der Schweizer Behandlungsleitlinien Burnout[39]
- Co-Autor der Schweizer Behandlungsleitlinien Unipolare Depression[40]
- Die Auswirkungen dementieller Erkrankungen älterer Menschen auf pflegende Angehörige. Vergleich der senilen Demenz vom vaskulären Typ und der senilen Demenz vom Alzheimer-Typ unter besonderer Berücksichtigung der Symptomatologie. 1995, OCLC 64526496 (zugleich Dissertation, Ulm 1995).
- Neurobiologische Wirkmechanismen antidepressiver Therapieverfahren. Pharmakotherapie und repetitive transkranielle Magnetstimulation im Tiermodell. 2003, OCLC 634854491 (zugleich Habilitationsschrift, München 2003).
- Towards the neurobiological basis of antidepressant treatment strategies. Paroxetine, R121919 and repetitive transcranial magnetic stimulation in rats. 2005, OCLC 64526496 (zugleich Dissertation, Utrecht 2005).
- mit Jürgen Drewe und Reinhard Saller: Pflanzliche Heilmittel in Psychiatrie und Psychosomatik (= Auf einen Blick). Ligatur, Stuttgart 2013, ISBN 978-3-940407-49-8.
- mit Jürgen Drewe und Reinhard Saller: Médicaments à base de plantes en psychiatrie et lors de manifestation psychosomatique. 10 tableaux (= D'un coup d'oeil). Ligatur, Stuttgart 2014, ISBN 978-3-940407-51-1.